# Aluminium-sec-butanolat
Aluminium-sec-butanolat (ASB) ist das Alkoholatsalz aus Aluminium und sec-Butanol.

## Gewinnung und Darstellung
Aluminium-sec-butanolat kann durch die Reaktion von Aluminium und sec-Butanol hergestellt werden. Es handelt sich um eine gewöhnliche Herstellungsmethode für Alkoholate. Es kann entweder reines Aluminium oder Aluminiumkrätze als Substrat verwendet werden. Im letzteren Fall muss eine Aufreinigung, z. B. mittels Vakuumdestillation, erfolgen. Grund hierfür ist die Tatsache, dass Aluminiumkrätze verschiedenste Verunreinigungen enthält.
{\displaystyle {\ce {2 Al + 6 C4H10O -> 2 C12H27AlO3 + 3 H2}}}

## Eigenschaften
Aluminium-sec-butanolat ist eine brennbare, leicht gelbliche, ölige Flüssigkeit. Dämpfe können bei Erhitzen über seinen Flammpunkt (26 °C bei geschlossenem Tiegel) explosive Gemische bilden. Es ist hygroskopisch, luft- und feuchtigkeitsempfindlich und zersetzt sich in Wasser. Der Behälter sollte stets geschlossen und in einer trockenen und gut belüfteten Umgebung aufbewahrt werden. Aluminium-sec-butanolat ist nicht kompatibel mit starken Oxidantien, Säuren, Metallen oder Halogenen. Akute und chronische Gesundheitsgefahren sind möglich. Die Untere Explosionsgrenze (UEG) liegt bei 1,7 Vol.-% und die Obere Explosionsgrenze (OEG) bei 9,8 Vol.-%. Die Zündtemperatur liegt bei 406 °C, Temperaturklasse T2.

## Verwendung
Verwendungszwecke sind unter anderem die Herstellung von photosensitiven Alumina-Gel-Filmen; mikroporösem, kristallinem Aluminophosphat AlPO-41 und puren mesoporösen Aluminamaterialien durch Hydrolyse mit Aluminium-sec-butanolat als Ausgangsmaterial. Des Weiteren ist es ein aktiver Katalysator und reduziert Aldehyde und Ketone.